# 东安区 (牡丹江市)
东安区是黑龙江省牡丹江市下辖的一个市轄區。東安區於1958年1月設區，是全市的政治，文化，商貿及金融中心。區人民政府駐東長安街68號。
牡丹江站位於該區，另外目前江南新區的大部份規劃土地亦屬於東安區的直接管轄範圍內。

## 行政区划
东安区下辖5个街道办事处、1个镇：
新安街道、长安街道、七星街道、五星街道、东兴街道、振兴街道和兴隆镇。

## 人口
根據第七次人口普查數據，截至2020年11月1日零時，東安區常住人口為221194人。